# Journal of the Proceedings of the Linnean Society
Journal of the Proceedings of the Linnean Society (abreviado J. Proc. Linn. Soc., Bot.) fue una revista ilustrada y con descripciones botánicas que fue editada en Londres por la Sociedad Linneana de Londres desde  [1855]1857 hasta 1864. Se publicaron 8 números. Fue reemplazada por Journal of the Linnean Society, Botany.